# Miracles in December (canción)
«Miracles in December» (en hangul, 12월의 기적; en hanja, 十二月的奇迹) es una canción grabada por el grupo sino-coreano EXO. La canción se publicó el 5 de diciembre de 2013 como un sencillo digital, pero posteriormente fue añadida al álbum navideño Miracles in December, que fue lanzado cuatro días después por SM Entertainment. El sencillo, así como el disco están disponibles en dos versiones: coreano y mandarín.
«Miracles in December» obtuvo muchas críticas positivas y un buen recibimiento comercial. La canción debutó en la primera posición de nueve listas locales después de su lanzamiento. La versión coreana ubicó en el segundo puesto de Gaon Digital Chart y en el tercero en K-pop Hot 100, en cuanto a la versión en mandarín, se posicionó en el noveno puesto Baidu Weekly Music Chart y en el primer lugar de International Singles chart.

## Composición y antecedentes
«Miracles in December» según la descripción del álbum en el sitio Naver Music, es una canción de pop y balada que hace uso del piano y cuerdas en su arreglo. La canción fue compuesta y arreglada por los compositores Andreas Stone Johansson y Rick Hanley en colaboración con el equipo de producción de SM Entertainment.
Las voces de la versión coreana son proporcionados por Chen, Baekhyun y D.O., mientras que la versión en mandarín pertenece a los dos primeros, y Luhan. La canción habla de un hombre que recuerda con nostalgia la relación con su antigua enamorada y su deseo de volver a ella, pero no puede hacerlo debido a la vergüenza y la culpa. Yoon So-ra y Liu Yuan escribieron las letras de la versión coreana y china respectivamente.

## Lanzamiento
Todas las canciones del álbum, fueron escuchadas a través de cortos audios que estaban disponibles en sus sitios web. El 1 de diciembre , se reveló que «Miracles in December» sería el sencillo del álbum. La canción se puso a disposición para su descarga como sencillo digital el 5 de diciembre de 2013, antes del lanzamiento del álbum.

## Promoción

### Vídeo musical
El teaser del videoclip fue lanzado el 2 de diciembre de 2013, causando un montón de interés por parte de los fanáticos. Esto, sin embargo, muchos pensaron que el grupo había creado una nueva subunidad, lo que llevó a SM a aclarar los rumores. Un representante de la agencia comentó que «es cierto que Baekhyun, D.O. y Chen cantan la canción... Eso no quiere decir que son oficialmente una subunidad... Estamos planeando que otros integrantes también participen en las actuaciones en el escenario». Y continuó: «Estamos preparando varias actuaciones porque este disco es un disco especial de invierno y está lleno de agradecimiento a los fans y no es correcto llamar que esto es una actividad para una nueva subunidad.» Ambas versiones de los vídeos se dieron a conocer dos días después, el 4 de diciembre a las 20:00 (KST). El vídeo musical fue dirigido por Jo Soo-hyun, y fue filmado en noviembre en Paju, Gyeonggi en un estudio en Ilsan.

### Actuaciones en vivo
En diciembre, EXO comenzó a interpretar la versión coreana en varios programas de música locales, incluyendo M! Countdown, Music Bank, Show! Music Core e Inkigayo. Una semana después, SM informó que Luhan y Lay también participarían en las presentaciones. Baekhyun, Chen y D.O. aparecieron en el escenario de MTV The Show el 17 de diciembre de 2013 y Show Champion el 18 de diciembre. La canción también fue incluida en el set-list del festival de invierno SM Town Week: Christmas Wonderland de sus compañeras f(x) el 23 y 24 de diciembre. La versión china de «Miracles in December» fue interpretada en MTV The Show el 24 de diciembre con Luhan, Lay, Baekhyun, Chen y D.O.

## Recepción crítica
Lindsay, crítica de Seoulbeats, dio una reseña positiva de la canción diciendo que «[ella] realmente merece todo el bombo que se está haciendo». El análisis indicó que «Miracles in December» apenas crece y crece durante toda su duración y alabó la armonización como «algo bello». Kpopstarz también dio una reseña positiva de la canción. Allkpop listó a «Miracles in December» en el octavo puesto como una de las mejores canciones de Navidad de K-pop de todos los tiempos, y la alabanza hacia EXO por explorar diferentes géneros. Los críticos de Eatyourkimchi también comentaron positivamente sobre la canción y observaron el creciente talento vocal del grupo.

## Éxito comercial
De acuerdo con el sitio de noticias de K-pop Naver, y los sitios de la comunidad Allkpop y Soompi, «Miracles in December» debutó en el primer puesto de nueve listas locales dentro de las 4 horas de su lanzamiento, incluyendo Melon, Mnet, Bugs, Olleh, Soribada, Naver, Daum, Monkey3 y Genie. La canción también se trasladó al mercado musical extranjero, ubicándose en el quinto puesto en iTunes de Vietnam, trigésimo noveno puesto en Singapur, centésimo trigésimo séptimo puesto en Tailandia y centésimo septuagésimo séptimo puesto en Malasia.

## Posicionamiento en listas
| Lista (2013)                       | Mejor posición |
| ---------------------------------- | -------------- |
| Corea del Sur (Gaon)               | 2              |
| K-pop Hot 100 (Billboard)          | 3              |
| US World Digital Songs (Billboard) | 3              |

| Lista (2013)         | Mejor posición |
| -------------------- | -------------- |
| Corea del Sur (Gaon) | 2              |

| Lista (2013)         | Mejor posición |
| -------------------- | -------------- |
| Corea del Sur (Gaon) | 2              |